# Tayikistán en los Juegos Paralímpicos de Pekín 2008
Tayikistán estuvo representado en los Juegos Paralímpicos de Pekín 2008 por una deportista femenina. El equipo paralímpico tayiko no obtuvo ninguna medalla en estos Juegos.